# 瓦伦蒂诺·加斯帕雷拉
瓦伦蒂诺·加斯帕雷拉（義大利語：Valentino Gasparella，1935年6月30日—），意大利男子自行车运动员。他曾代表意大利参加1956年和1960年夏季奥林匹克运动会自行车比赛，共获得一枚金牌和一枚铜牌。